# Чемпіонат острова Сан-Томе з футболу
Чемпіонат острова Сан-Томе з футболу або Liga Insular de São Tomé — чемпіонат острова Сан-Томе з футболу, який було створено в 1977 році.

## Формат чемпіонату
Перший дивізіон складався з 12 клубів, які грають між собою за системою кола. За підсумками чемпіонату, чотири найгірші команди вибувають у Другий дивізіон.
У 2012 році кількість команд в першому дивізіоні було скорочено з 12 до 10 клубів, причому два найгірші клуби в кінці чемпіонату вилетіли до Другого дивізіону. Чемпіон острова отримує можливість поборотися за звання національного чемпіона у фінальному матчі проти переможця Чемпіонату острова Принсіпі.

## Останні розіграші турніру
У сезоні 2011 року в чемпіонаті острова Сан-Томе переміг клуб Віторія, це була їх друга поспіль перемога в чемпіонаті острова, після перемоги в сезоні 2009-10 років. Команда перемогла УДЕСКАІ з Ізі Агуа вдома з рахунком 3:1, набравши 47 очок в передостанньому турі, який відбувся 29 жовтня 2011 року, і стала недосяжною для суперників у турнірній таблиці. Гвадалупе, Невіш, Рібейра Пейше та Сантана, які посіли останні чотири місця, вибули до Другого дивізіону чемпіонату острова..
У 2012 році Спортінг (Прая Круж) став чемпіоном в шостий раз за власну історію, вигравши титул за три тури до завершення чемпіонату. У 2013 році команда черговий раз виграла чемпіонат. В 2014 році команда УДРА вперше перемогла в чемпіонаті, але в 2015 році Спортінг (Прая Круж) знову повернув собі чемпіонський титул.

## Футбольні клуби острова Сан-Томе станом на 2015 рік
| - Альянса Насьйонал — Пантуфу (7-ме в 2014) - Байрруш Унідуш — Кайшау Гранде (3-тє в 2014) - ФК «Коррея» — Коррея (підвищився в 2014) - ФК «Фолья Феде» (підвищився в 2014) - Жуба Діогу Сімау (5-те в 2014) - Дешпортіву (Невеш) (6-те в 2014) - ФК «Сантана» (Сантана) (8-ме в 2014) - Спортінг (Прая Круж) (Прая Круж) (2-ге в 2014) - УДРА (Сау Доау душ Анголаріш) (чемпіон острова 2014) - ФК «Віторія» (Рібокуе) (4-те в 2014) | - Агроспорт - Амадур - Дешпортіву (Гвадалупе) (Гвадалупе) - Інтер (Бум-Бум) - Дешпортіву Марітіму - КІ Морабежа - Окуе (Окуе д'Ель Рей) - ФК «Порту Алегрі» (Порту Алегрі) - ФК «Рібейра Пейше» (Рібейра Пейше) - ФК «Тринідаде» (Тринідаде) | - Андорінья - ФК «Боавішта» (Сан-Томе) - Дешпортіву (Конде) - Круж Вермелья (Альмерім) - Діогу Важ - Отото - ФК «Санта Маргаріда» (Санта Маргаріда) - «Спортінг» (Сан-Томе) - УДЕСКАІ (Агуе Ізе) - ФК «Варжім» (Варжім) | - 6 ді Сетембру (Сантана) - ФК «Бела Вішта» (Бела Вішта) - Дінамікуш - ФК «Палмар» (Палмар) |

## Переможці попередніх років
- 1977 : Віторія (Рібокуе)
- 1978 : Віторія (Рібокуе)
- 1979 : Віторія (Рібокуе)
- 1980 : Дешпортіву (Гвадалупе)
- 1981 : Дешпортіву (Гвадалупе)
- 1982 : Спортінг (Прая Круж)
- 1983 : не було чемпіонату
- 1984 : Андорінья
- 1985 : Спортінг (Прая Круж)
- 1986 : Віторія (Рібокуе)
- 1987 : не було чемпіонату
- 1988 : 6 ді Сетембру
- 1989 : Віторія (Рібокуе)
- 1990 :
- 1991 : ФК «Сантана»
- 1992 : не було чемпіонату
- 1993 :
- 1994 : Спортінг (Прая Круж)
- 1995 : Інтер (Бум-Бум)
- 1996 : Кайшау Гранде
- 1997 : не було чемпіонату
- 1998 :
- 1999 : Спортінг (Прая Круж)
- 2000 : Інтер (Бум-Бум)
- 2001 : Байрруш Унідуш
- 2002 : не було чемпіонату
- 2003 : Інтер (Бум-Бум)
- 2004 : УДЕСКАІ
- 2005 : не було чемпіонату
- 2006 : не було чемпіонату
- 2007 : Спортінг (Прая Круж)
- 2008 : не було чемпіонату
- 2009 : Віторія (Рібокуе)
- 2010 : не було чемпіонату
- 2011 : Віторія (Рібокуе)
- 2012 : Спортінг (Прая Круж)[3]
- 2013 : Спортінг (Прая Круж)[4]
- 2014 : УДРА[5]
- 2015 : Спортінг (Прая Круж)[6]

## Чемпіонства по клубах
| Клуб                   | Перемог | Переможні роки                                 |
| ---------------------- | ------- | ---------------------------------------------- |
| Спортінг (Прая Круж)   | 8       | 1982, 1985, 1994, 1999, 2007, 2012, 2013, 2015 |
| Віторія (Рібокуе)      | 7       | 1977, 1978, 1979, 1986, 1989, 2009, 2011       |
| Інтер (Бум-Бум)        | 3       | 1995, 2000, 2003                               |
| Дешпортіву (Гвадалупе) | 2       | 1980, 1981                                     |
| 6 ді Сетембру (Прая)   | 1       | 1988                                           |
| Андорінья              | 1       | 1984                                           |
| Байрруш Унідуш         | 1       | 2001                                           |
| Кайшау Гранде          | 1       | 1996                                           |
| ФК «Сантана»           | 1       | 1991                                           |
| УДЕСКАІ                | 1       | 2004                                           |
| УДРА                   | 1       | 2014                                           |